# غاريت أولسون
غاريت أولسون (بالإنجليزية: Garrett Olson)‏ هو لاعب كرة قاعدة أمريكي، ولد في 18 أكتوبر 1983 في فريسنو في الولايات المتحدة.

## وصلات خارجية
- غاريت أولسون على موقع دوري كرة القاعدة الرئيسي (الإنجليزية)
- غاريت أولسون على موقع دوري كوريا الجنوبية لكرة القاعدة (الإنجليزية)
- غاريت أولسون على موقعبيزبول رفرنس.كوم (الدوري الرئيسي) (الإنجليزية)
- غاريت أولسون على موقعبيزبول رفرنس.كوم (الدوري الثانوي) (الإنجليزية)
- غاريت أولسون على موقع إي إس بي إن.كوم (أم.أل.بي) (الإنجليزية)
- غاريت أولسون على موقع مشجعي الرسوم البيانية (الإنجليزية)